# Pikul Khueanpet
Pikul Khueanpet (thai: พิกุล เขื่อนเพ็ชร), född 20 september 1988, är en thailändsk fotbollsspelare.
Hon spelar som mittfältare i det thailändska landslaget och för klubblaget Khonkaen FC.